# Werila-Gletscher
Der Werila-Gletscher (bulgarisch ледник Верила lednik Werila) ist ein grob halbmondförmiger, in nord-südlicher Ausrichtung 4 km langer und 13 km breiter Gletscher auf der Livingston-Insel im Archipel der Südlichen Shetlandinseln. Er wird im Westen durch den Rotch Dome, im Norden durch den Snow Peak und nach Südosten durch den Ustra Peak begrenzt. Er fließt in südlicher Richtung zur Walker Bay, in die er zwischen dem John Beach und dem Hannah Point mündet.
Die bulgarische Kommission für Antarktische Geographische Namen benannte ihn 2005 nach dem Berg Werila im Westen Bulgariens.